# 萨马朗
萨马朗（法語：Samaran，法語發音：[samaʁɑ̃]）是法国热尔省的一个市镇，属于米朗德区。

## 地理
萨马朗（43°23'29"N, 0°31'16"E）面积8.61 平方千米，位于法国奧克西塔尼大區热尔省，该省份为法国西南部内陆省份，北起顺时针与洛特-加龙省、塔恩-加龙省、上加龙省、上比利牛斯省、大西洋比利牛斯省和朗德省接壤。
与萨马朗接壤的市镇（或旧市镇、城区）包括：欧让-穆尔内德、谢朗、埃斯克拉桑拉巴斯蒂德、拉加尔德-阿尚、帕纳萨克、圣阿罗芒。

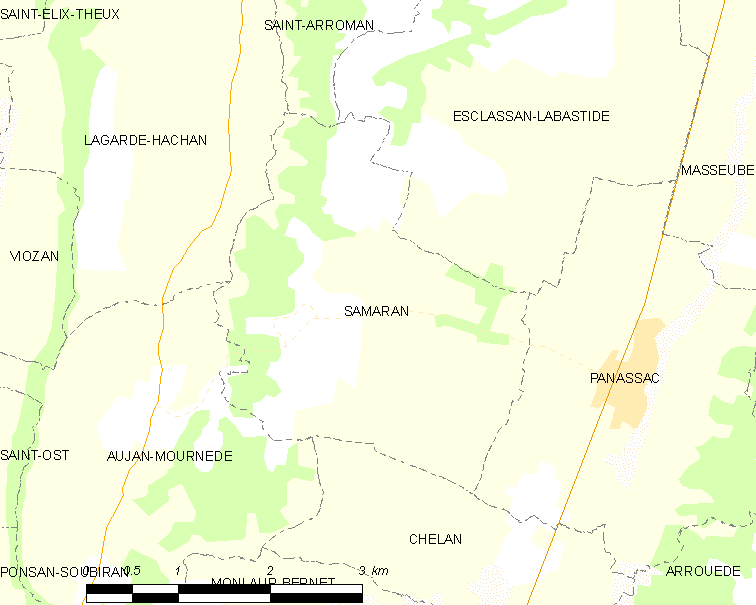
萨马朗的OSM定位图

萨马朗的时区为UTC+01:00、UTC+02:00（夏令时）。

## 行政
萨马朗的邮政编码为32140，INSEE市镇编码为32409。

## 政治
萨马朗所属的省级选区为阿斯塔拉克-日莫讷县。

## 人口

1962-2008年间萨马朗人口变化图示

萨马朗于2022年1月1日时的人口数量为76人。